# Secret Garden (музичка група)
Сикрет гарден (Secret Garden, дословно ”Тајни врт”) је ирско-норвешки двојац који свира амбијенталну музику са келтским утицајима, тзв. музику Новог доба, коју многи виде као ново-класични музички израз.
Основну поставу Сикрет гардена чине ирска виолинсткиња Фионула Шери (Fionnuala Sherry) и норвешки композитор и пијаниста Ролф Ловланд (Rolf Løvland). Састав је продао преко три милиона албума и победио за Норвешку на Песми Евровизије 1995. у Даблину са нумером Nocturne.
Дуо је био гост концерта у склопу церемоније доделе Нобелове награде за мир 1999. године. Једна од њихових најпознатијих песама је You Raise Me Up, која је и обрађивана од стране великог броја извођача. Песма Adagio је коришћена у филму 2046 награђиваног редитеља Кар-Ваи Вонга.

## Биографија
Ролф Ловланд је рођен 19. априла 1955. у Кристијансанду у јужној Норвешкој. Основао је свој први састав и почео да компонује са девет година. Студирао је музику на Музичком конзерваторијуму у Кристијансанду и магистрирао на Норвешком институту за музику у Ослу. Ролф је још пре Сикрет гардена био добитник норвешког Гремија и један од најуспешнијих норвешких аутора популарне музике са преко 60 хитова на норвешким лествицама и два пута освајач награде за песму године Националног радија.
Фионула Шери је одрасла у Насу у ирском округу Килдер. Виолину је почела да свира са осам година, а са петнаест се преселила у Даблин да студира музику. Дипломирала је на даблинском Тринити колеџу и Колеџу музике и касније се запослила у Концертном оркестру ирске националне телевизије РТЕ, у којем је била члан десет година. Сикрет гарден је основан након што су се Ролф и Фионула срели на Песми Евровизије 1994. у Даблину, он као композитор норвешке песме, она као члан орекстра РТЕ. Осим у оркестру, сарађивала је и са извођачима као што су The Chieftains, Шинед О’Конор, Ван Морисон, Крис де Бург, Боно и Вет вет вет, снимала музику за неколико холивудских филмова са Ирским филмским орекстром, и била аутор музичке серије за децу на ирској националној телевизији.
Фионула свира на енглеској виолини Џон Едвард Бетс из 1790. са Хил гудалом.

### 
је била прва и до данас једина превасходно инструментална композиција која је победила на Песми Евровизије, мада је укључивала и неколико стихова на норвешком језику (укупно 25 речи) и тако задовољавала пропозиције такмичења. Необична композиција, вођена чистим вокалом и пријатним инструменталом заснованим око Фионулиног виолинског интермеца, који лагано развија хармонију и чист амбијент без уобичајених наглих промена тоналитета, вокалних акробација и плесних аранжмана пропраћена је снажним одобравањем публике и била јасан победник вечери са 148 поена. Контраст са европским поп форматом је био тако снажан да је штампа писала како је ”Сикрет гарден редефинисао Песму Евровизије”.
 је била пета по реду изведена песма, а оркестром је дириговао Геир Ланслет. Песму је певала норвешка певачица Гунхилд Твинерејм, која није чланица састава. Никелхарпу, традиционални шведски гудачки инструмент, свирала је Оса Јиндер; врбову флауту (вистл) Ханс Фредрик Јакобсен. Текст и музика песме Nocturne су дело Петера Скавлана и Ролфа Ловланда.
 је била друга победа Норвешке на Песми Евровизије, након победе двојца Бобисокс на Песми Евровизије 1985. са песмом La det swinge, коју је такође компоновао Ролф Ловланд. Ловланд је аутор још две песме које су представљале Норвешку на Песми Евровизије: Mitt liv 1987. и Duett 1994.

### Каријера
Успех двојца на Песми Евровизије је отворио пут одличном пријему њиховог првог албума "Songs from a Secret Garden", који је продат у преко милион примерака широм света и био платинасти у Норвешкој и Јужној Кореји, златан у Ирској, Хонгконгу и Новом Зеланду и био две године на ”Билбордовим” (САД) лествицама музике Новог доба 1996. и 1997. Барбра Стрејсенд је укључила обраду песме Heartstrings са ”Песама из тајног врта” као I've Dreamed Of You на свом албуму "A Love Like Ours". Песма Heartstrings је свирана и на њеном венчању за Џејмса Бролина.
1997. године је уследио албум "White Stones" који је такође досегао првих десет на ”Билбордовим” лествицама Новог доба. Успешни су широм света били и наредни албуми, "Dawn of a New Century" 1999, "Dreamcatcher" 2001. и "Once in a Red Moon" 2002, укључујући и првих десет на Билбордовим листама. Албум "Dreamcatcher: Best Of" издат за турнеју по Аустралији и Новом Зеланду 2004, који се пласирао на врх аустралијских лествица Новог доба и лествица првих 50 албума. Њихово најновије ЦД издање, "Earthsongs", је на Билбордове лествице Новог доба ушло право на прву позицију.
Најпознатију песму Сикрет гардена, You Raise Me Up у првобитној изведби Брајана Кенедија (који је и сам представљао Ирску на Песми Евровизије 2006.), снимило је преко стотину других извођача укључујући и Џоша Гробана, Расела Вотсона, Вестлајф, Сисел, Беки Тејлор, Селтик воман и Ил диво. Снимљена на преко 125 језика, инсипративна песма You Raise Me Up је извођена на бројним комеморацијама (за жртве терористичких напада на САД 2001, фудбалера Џорџа Беста, погинуле у несрећи свемирског шатла Колумбија 2004), на додели Нобелових награда за мир 2005, на педесетом рођендану Опре Винфри, као пратећа музика уз егзибиције освајалчуце златне медаље Шизуке Арукаве на Зимским олимпијским играма у Торину 2006, на небројеним издањима ”Идола” и такмичењима талената.
Осим Ловланда и Шери, Сикрет гарден чине и бројни други извођачи, од којих многи на традиционалним инструментима: Саоирс (вокали, ирска харфа), Стејнар Овздал (флауте, вистли), Ханс Фредрик Јакобсен (вистли, рекордери), Мик О’Брајен (илен (лакатне) гајде и вистли), Пат Бродерс (вистли и илен гајде), Бјорн Оле Расхе (клавијатуре), Тронд Лиен (клавијатуре), Хенрик Еуренијус (обоа), Симон Емес (обоа, енглески рог), Ролф Кристијансен (гитаре), Пер Елијас Драблос (бас-гитара), Отар Несје (бубњеви и удараљке), Карл Олуф Венеберг (бубњеви и удараљке), Кети Мекмахон (вокали, ирска харфа), те Даг Стефен Солберг (инжењер звука), Еспен Андерсен (звучни миксер) и Ола Братен (дизајн светла). Сикрет гарден обично чини турнеје са осморо извођача на сцени; међутим, у зависности од програма, на сцени их може бити било колико од основног двојца па до пуног састава са пратећом симфонијским оркестром и хором.
Музика Сикрет гардена је коришћена у низу познатих филмова, укључујући и 2046. Вонга Карваја.

## Дискографија
- (1995)
- (1997)
- (1998)
- (1999)
- (2001)
- (2002)
- (2004, Аустралија)
- (2005)